# 315
315（三百十五、さんびゃくじゅうご）は自然数、また整数において、314の次で316の前の数である。 

## 性質
- 315 は合成数であり、約数は 1, 3, 5, 7, 9, 15, 21, 35, 45, 63, 105, 315 である。
  - 約数の和は624。
    - 自身を除く約数の和は309より240番目の不足数である。1つ前は314、次は316。
    - 約数関数から導き出される数列 {\displaystyle a_{n}=\sigma (a_{n-1})} はその初期値によって異なる数列になる。異なる数列になる27番目の初期値(最小の値)を表す数である。1つ前は303、次は343。(ただし1を除く)(オンライン整数列大辞典の数列 A257348)
- 9までの5つの奇数(1、3、5、7、9)の最小公倍数である。1つ前の7までは105、次の11までは3465。(オンライン整数列大辞典の数列 A025547)
- 315 = 360 × 7/8
  - 角度の 7/8 周は315°である。
  - 三角関数では sin 315° = − 1/√2 , cos 315° = 1/√2 , tan 315° = − 1 。また 315° = 7π/4 rad である。
- 88番目のハーシャッド数である。1つ前は312、次は320。
  - 9を基としたとき29番目のハーシャッド数である。1つ前は306、次は324。
- 315 = 32 × 5 × 7
  - 3つの異なる素因数の積で p2 × q × r の形で表せる19番目の数である。1つ前は308、次は340。(オンライン整数列大辞典の数列 A085987)
  - 315 = 5 × 7 × 9
    - 3連続の奇数の積で表される3番目の数である。1つ前は105、次は693。
    - 315 = 3 × 7 × 15
      - n = 2 のときの (n + 1)(n2 + n + 1)(n3 + n2 + n + 1) の値とみたとき1つ前は24、次は2080。(オンライン整数列大辞典の数列 A069779)
      - 315 = 1 × (1 + 2) × (1 + 2 + 4) × (1 + 2 + 4 + 8)
        - 初項 1、公比 2 の等比数列の和の総乗の値とみたとき1つ前は21、次は9765。(オンライン整数列大辞典の数列 A005329)
- 1/315 = 0.0031746… (下線部は循環節で長さは6)
  - 逆数が循環小数になる数で循環節が6になる48番目の数である。1つ前は312、次は325。
- 315 = 12 + 52 + 172 = 32 + 92 + 152 = 52 + 112 + 132
  - 3つの平方数の和3通りで表せる42番目の数である。1つ前は309、次は318。(オンライン整数列大辞典の数列 A025323)
  - 異なる3つの平方数の和3通りで表せる25番目の数である。1つ前は309、次は318。(オンライン整数列大辞典の数列 A025341)
- 315 = 13 + 43 + 53 + 53 = 23 + 33 + 43 + 63
  - 4つの正の数の立方数の和で表せる71番目の数である。1つ前は308、次は317。(オンライン整数列大辞典の数列 A003327)
  - 315 = 23 + 33 + 43 + 63
    - 異なる正の数の4つの立方数の和1通りで表せる9番目の数である。1つ前は308、次は350。(オンライン整数列大辞典の数列 A025408)
    - n = 3 のときの 2n + 3n + 4n + 6n の値とみたとき1つ前は65、次は1649。
    - 315 = (3+1/2)3 + (5+1/2)3 + (7+1/2)3 + (11+1/2)3
- n = 3 のときの n と 5n を並べてできる数である。1つ前は210、次は420。(オンライン整数列大辞典の数列 A019553)
- 315 = 182 − 9
  - n = 18 のときの n2 − 9 の値とみたとき1つ前は280、次は352。(オンライン整数列大辞典の数列 A028560)
  - 315 = 182 − (3 + 2 + 4)
    - n = 18 のときの n2 とその各位の和との差とみたとき1つ前は270、次は351。(オンライン整数列大辞典の数列 A224977)
- 315 = 222 − 169
  - n = 22 のときの n2 − 132 の値とみたとき1つ前は272、次は360。(オンライン整数列大辞典の数列 A132768)

## その他 315 に関連すること
- 西暦315年
- 年始から数えて315日目は11月11日 (閏年は11月10日)。1が4つ揃う唯一の日である。また様々な記念日が多数ある。
- 地球から見て太陽の視黄経が315度となる瞬間は二十四節気の立春でグレゴリオ暦2月4日頃。
- 方位では、角度の315°を北西や左前に当てる。
- UFC 315
- NGC 315は、うお座の方角に位置する楕円銀河。
- Maxとき315号は、NGT48の楽曲。
- ラ・ヴァレット (USS La Vallette, DD-315) は、アメリカ海軍の駆逐艦。
- シーライオン (USS Sealion, SS/SSP/ASSP/APSS/LPSS-315) は、アメリカ海軍の潜水艦。
- 1960年大韓民国大統領選挙は、「315不正選挙」とも呼ばれる。
- 中国中央電視台3・15晩会
- イギリス国鉄315形電車
- ダッソー MD 315
- SA 315 (航空機)
- 三・一五事件
- 仮面ライダーサイガの数字表記及び変身コードが315。
- 315系は、東海旅客鉄道（JR東海）の通勤形電車。